# Ośrodek Sportu i Rekreacji Skałka
Ośrodek Sportu i Rekreacji Skałka – ośrodek sportu i rekreacji w Świętochłowicach-Piaśnikach.
Historia powstania i rozbudowy OSiR Skałka sięga lat sześćdziesiątych. W 1964 z inicjatywy przedstawicieli Miejskiej Rady Narodowej, zakładów pracy i organizacji społecznych podjęto uchwałę o zagospodarowaniu nieużytków w mieście w dzielnicy Piaśniki, przy ulicy Bytomskiej. Potężne doły i nierówności oraz znajdująca się w pobliżu hałda stwarzały dobre warunki dla przyszłego ośrodka sportowego, tym bardziej, że zaczęto likwidować inne obiekty sportowe na terenie miasta, kosztem rozbudowy Huty Florian. Usytuowanie ośrodka dawało gwarancję służenia nie tylko mieszkańcom Świętochłowic, ale i także okolicznych miast: Chorzowa, Bytomia i Rudy Śląskiej. Obiekt sportowo-rekreacyjny, przekazywano etapami przy zaangażowaniu społeczeństwa, oficjalnie oddany został do użytku 22 czerwca 1968, a było to otwarte kąpielisko wraz z zapleczem gospodarczym. W kolejnych latach następowała jego rozbudowa. Otwarcie stadionu nastąpiło 1 czerwca 1979 r.
Rekord frekwencji padł zaraz na początku istnienia, 22 czerwca, kiedy to na stadionie zasiadło blisko 27 000 osób. Ostatnimi wielkimi imprezami na stadionie Skałka były: mecz młodzieżowej reprezentacji Polski U21 oraz spotkania majowe z żużlem.
Na terenie OSiR Skałka odbywały się m.in. imprezy: Festiwal Polki i Blues na Skałce. Na stadionie swoje mecze rozgrywa zespół piłkarski Śląsk Świętochłowice oraz miały miejsce mecze żużlowe.
W skład OSiR Skałka wchodzą:
- Stadion – siedziba dyrekcji OSiR Skałka, boisko do piłki nożnej, tor żużlowy z zapleczem, widownia na 26 tys. miejsc (100 siedzących), pawilon sportowy.
- kąpielisko - basen ekologiczny o wymiarach 22 x 50 i mały basen dla dzieci, boisko do plażowej piłki siatkowej, miejsce do organizowania wystaw.
- sektor parkowy - alejki spacerowe, przystań kajakowa i wodnorowerowa, stoły do tenisa stołowego, estrada, plac zabaw.
- sektor rekreacyjny - korty tenisowe, boisko trawiaste i żużlowe do piłki nożnej, boisko betonowe do piłki nożnej i ręcznej, boisko do siatkówki, boiska do koszykówki, tor do speedrowera, bulodrom, skatepark) .
- Dom Sportu w Lipinach - koszykówka, siatkówka, szachy, akrobatyka.
- Stadion Naprzodu Lipiny w Lipinach.
- Pływalnia Miejska (dawny basen przy Szkole Podstawowej nr 1 W Świętochłowicach)